# Aneta Szczepańska
Aneta Maria Szczepańska, född den 20 juni 1974 i Włocławek, Polen, är en polsk judoutövare.
Hon tog OS-silver i damernas mellanvikt i samband med de olympiska judotävlingarna 1996 i Atlanta.